# ミハイル・ノスイレフ
ミハイル・イオシフォヴィチ・ノスイレフ（ロシア語: Михаил Иосифович Но́сырев, ラテン文字転写: Mikhail Iosifovich Nosyrev, 1924年5月28日 - 1981年3月28日）はロシアの作曲家。

## 経歴
レニングラード（現在のサンクトペテルブルク）出身。第二次世界大戦中の1941年にレニングラード音楽院の学生となり、2年後にはラジオオーケストラのソリストとなった。1943年に母親と義父とともに反革命分子として内務人民委員部に逮捕され、1953年までヴォルクタのラーゲリに収容された。釈放後、コミ共和国のスィクティフカルの劇場の音楽監督を務め、1958年からヴォロネジのオペラ・バレエ劇場の音楽監督を務めた。1967年にはドミートリイ・ショスタコーヴィチの尽力でソビエト作曲家連盟のメンバーとなることができた。
作品には4つの交響曲、ヴァイオリン協奏曲、ピアノ協奏曲、チェロ協奏曲、4つの弦楽四重奏曲、「恋の勝利の歌」などのバレエ、約100曲の室内楽曲などがある。
死去から7年たった1988年に完全な名誉回復がなされた。